# Amt Britz-Chorin-Oderberg
L'Amt Britz-Chorin-Oderberg è una comunità amministrativa del Brandeburgo, in Germania.
Comprende 1 città e 7 comuni.

## Suddivisione
- Britz
- Chorin
- Hohenfinow
- Liepe
- Lunow-Stolzenhagen
- Niederfinow
- Oderberg (città)
- Parsteinsee

Il capoluogo è Britz, il centro maggiore Chorin.

## Società

### Evoluzione demografica
- Sviluppo della popolazione dal 1875 entro gli attuali confini (Linea Blu: Popolazione; Linea puntata: Confronto dello sviluppo della popolazione dello Stato del Brandenburgo; Sfondo grigio: Ai tempi del governo nazista; Sfondo rosso: Al tempo del governo comunista)
- Sviluppo recente della popolazione (Linea blu) e previsioni

| Anno | Abitanti |
| ---- | -------- |
| 1875 | 15 219   |
| 1890 | 15 947   |
| 1910 | 15 658   |
| 1925 | 14 917   |
| 1933 | 15 394   |
| 1939 | 16 041   |
| 1946 | 18 100   |
| 1950 | 18 751   |
| 1964 | 16 195   |
| 1971 | 15 633   |
| 1981 | 13 157   |

| Anno | Abitanti |
| ---- | -------- |
| 1985 | 12 473   |
| 1989 | 12 055   |
| 1990 | 11 840   |
| 1991 | 11 754   |
| 1992 | 11 548   |
| 1993 | 11 444   |
| 1994 | 11 474   |
| 1995 | 11 476   |
| 1996 | 11 632   |
| 1997 | 11 707   |

| Anno | Abitanti |
| ---- | -------- |
| 1998 | 11 750   |
| 1999 | 11 799   |
| 2000 | 11 768   |
| 2001 | 11 575   |
| 2002 | 11 506   |
| 2003 | 11 398   |
| 2004 | 11 258   |
| 2005 | 11 131   |
| 2006 | 10 919   |
| 2007 | 10 807   |

| Anno | Abitanti |
| ---- | -------- |
| 2008 | 10 649   |
| 2009 | 10 487   |
| 2010 | 10 357   |
| 2011 | 10 243   |
| 2012 | 10 170   |
| 2013 | 10 122   |
| 2014 | 10 104   |
| 2015 | 10 157   |
| 2016 | 10 110   |
| 2017 | 10 099   |

| Anno | Abitanti |
| ---- | -------- |
| 2018 | 10 108   |
| 2019 | 10 121   |
| 2020 | 10 148   |